# Korbinian Raschke
Korbinian Raschke (* 15. Januar 1992) ist ein deutscher Biathlet.
Korbinian Raschke ist Polizeimeisteranwärter bei der Bundespolizei. Er lebt in Bergen und startet für den örtlichen SC Bergen. Seine Trainer sind Andreas Stitzl, Engelbert Sklorz und Roland Biermaier. Er gab sein internationales Debüt bei den Biathlon-Juniorenweltmeisterschaften 2013 in Obertilliach, wo er als Fünfter des Einzels eine Medaille knapp verpasste, Elfter des Sprints und 14. der Verfolgung wurde. Die deutsche Staffel wurde nachträglich disqualifiziert. Nur wenig später debütierte er bei den Männern im IBU-Cup. In Osrblie gewann er als 35. des Einzels schon im ersten Rennen Punkte und verbesserte seine Platzierung im folgenden Sprint auf Platz 13 und kam damit in die Nähe der Top Ten. Beim abschließenden Rennen der Saison, einem Staffelrennen, gewann er als Startläufer an der Seite von Matthias Bischl, Daniel Böhm und Christoph Stephan sein erstes Rennen in der zweithöchsten Rennserie im Biathlonsport.
National gewann Raschke zwei Titel bei den Jugendmeisterschaften sowie je einmal Silber und Bronze bei den Juniorenmeisterschaften. Im Deutschlandpokal gewann er mehrmals Rennen und einmal die Gesamtwertung. Bei den Deutschen Meisterschaften 2011 verpasste er an der Seite von Johannes Kühn und Michael Willeitner als Viertplatzierter mit der Staffel III des Bayerischen Skiverbandes knapp den Gewinn einer ersten Medaille.